# Gelada

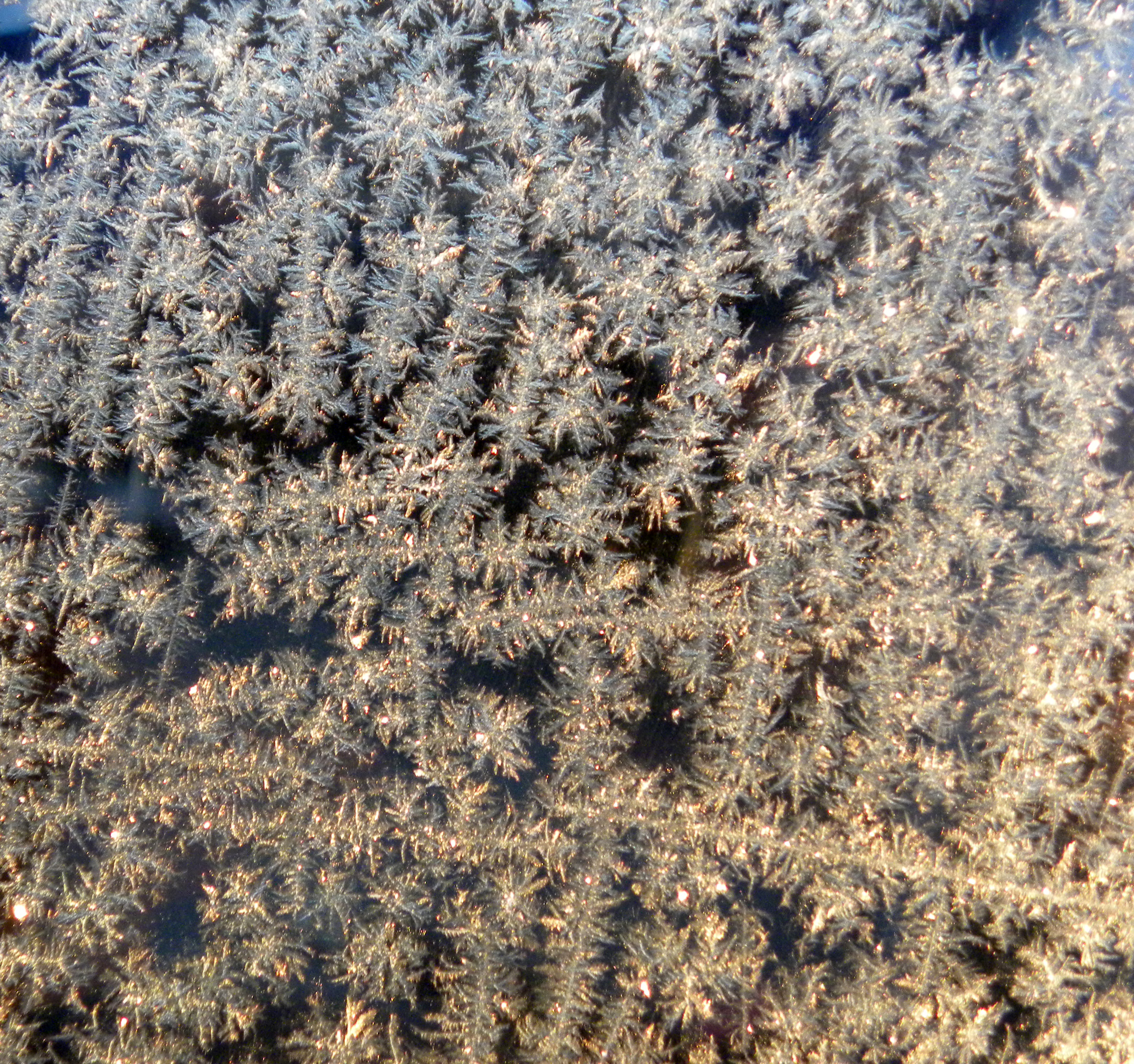
Cristalls de gel al vidre d'un cotxe

Una gelada o glaçada és un fenomen superficial meteorològic de reducció de la visibilitat i que consisteix en cristalls de glaç que durant les fortes radiacions nocturnes es formen damunt les herbes i en general damunt els objectes mal conductors de la calor, els quals es refreden, per sota dels 0 °C. En la gelada, l'aigua passa directament de l'estat gasós al sòlid (sublimació inversa). Aquest procés té lloc simultàniament arreu de la superfície afectada, la qual cosa causa que s'hi formin cristalls molt petits i homogenis. En resum, el procés de formació de la gelada és idèntic al de la rosada pel que fa a les condicions atmosfèriques que la generen, la diferència fonamental és que la temperatura de l'aire, en aquest cas, ha de ser inferior als 0 °C.

## Observació
Aquest vapor d'aigua sublimat constitueix una massa de glaç en forma cristal·lina que adopta aspectes molt variats: escates, agulles, plomalls, etc. Tot i que la quantitat d'aigua d'una gelada és escassa, la superfície gelada adquireix una tonalitat blanca moderadament intensa en zones que poden ocupar un ampli territori, que de vegades pot recordar l'efecte d'una nevada minsa. Tanmateix, no hi pot haver confusió, ja que la gelada es produeix en nits serenes i esplèndides, tot i que, naturalment, intensament fredes. Pels condicionants de la necessitat de temperatura negativa per a la seva formació, la gelada no és habitual en zones costaneres del país i s'esdevé molt més en indrets de temperatures baixes gran part de l'any i d'humitats relatives habitualment elevades.

## Tipus[calcitació]

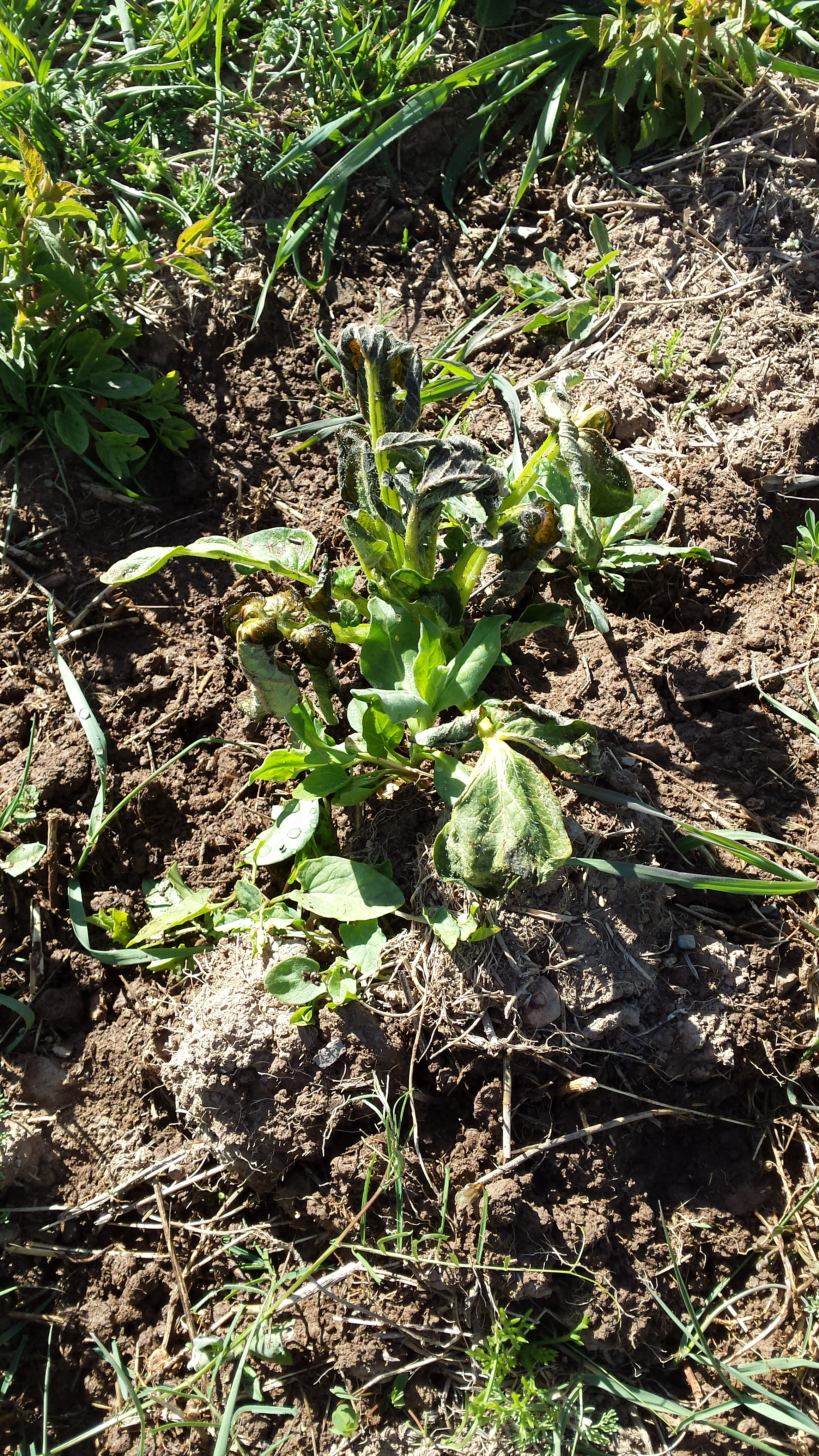
Glaçada lleugera per irradiació en una patatera, fulles parcialment necrosades

- Irradiació: Glaçada produïda en nits serenes, sense vent la irradiació fa que l'aire fred davalli i s'acumuli poden ser de lleugeres a moderades. Són molt habituals de finals de tardor a principi de primavera. Aquest tipus de gelades està caracteritzada per cels clars, vents amb baixa velocitat, inversions de temperatura, baixes temperatures de punt de rosada i temperatures menors a 0 °C.
- Advecció: Transport d'aire fred a través del vent d'un lloc a l'altre s'anomena onada de fred i pot durar uns dies o vàries setmanes. Aquest tipus de gelades estan associades a condicions ennuvolades, vents moderats a forts i no s'evidencia una inversió a la troposfera. Les temperatures poden ser extremadament baixes i els danys elevats. Exemples febrer de 1956, gener de 1985 o desembre de 2001
- Evaporació: La gelada per evaporació és deguda a l'evaporació d'aigua líquida des de la superfície vegetal. Sol passar quan, a causa de la disminució de la humitat relativa atmosfèrica, la rosada formada sobre les plantes s'evapora.[4]

## Classificació de les gelades per a la agricultura i la jardineria[calcitació]
En agricultura i jardineria es classifiquen les plantes com a resistents o no a gelades suaus, mitjanes i fortes. Aquesta classificació és un referent als climes als quals estan adaptades.
- Gelades suaus: Les temperatures baixen una mica per sota de 0 °C de forma excepcional i les temperatures tornen a pujar poques hores després. Aquest tipus de gelades es donen al clima mediterrani i l'oceànic.

Un tipus concret de gelada suau és la gelada per evaporació que es produeix a les plantes a causa de l'evaporació de l'aigua o la rosada que ha quedat a la superfície de les plantes després de la pluja o el descens de la humitat atmosfèrica. El fenomen de l'evaporació de l'aigua provoca l'adsorció de calor, que alhora produeix pèrdua de calor a la planta i descens de la temperatura, i la planta pot baixar dels zero graus centígrads, aquest fenomen també es pot produir en animals i pot produir la hipotèrmia o la mort.
- Gelades mitges: Les temperatures baixen per sota de 0 °C durant les nits i alguns dies de l'hivern, i és molt excepcional que es registrin temperatures per sota de -10 °C. Les gelades mitjanes es produeixen principalment al clima continental humit i el clima continental mediterrani.

Les gelades mitjanes solen ser gelades per radiació, amb inversió tèrmica, produïdes pel refredament de les capes més baixes de l'atmosfera a causa de la pèrdua progressiva de la calor de la terra en nits de cel clar i absència de vent. Les gelades per radiació provoquen la formació d'una capa de gebre blanc de petits vidres de gel sobre la superfície de la planta, l'anomenada gelada blanca. A la inversió tèrmica l'aire gelat de les capes altes en estar a menor temperatura és més pesat i cau ocupant la zona més baixa de l'atmosfera al costat del terra.
- Gelades fortes: Són gelades molt intenses en què les temperatures es mantenen per sota de -10 °C durant gran part de l'hivern, situació habitual al clima de muntanya, el clima continental fred i el clima continental monsònic.

És important esmentar un cas excepcional de gelada forta, la gelada per advecció. Es produeix per l'entrada d'una massa d'aire sec i fred a una temperatura inferior a 0 °C, acompanyada de vents amb velocitats superiors als 15 km/h. Aquesta situació es dona amb cels ennuvolats o semi-coberts. L'acció de l'aire fred, generalment procedent de les regions polars, pot durar uns quants dies, deshidratant les plantes i acabant amb els fluids cel·lulars que li serveixen de defensa davant de la gelada. Les gelades per advecció poden arribar a matar la planta. En aquest cas, la planta patirà la denominada gelada negra, per la coloració negra que mostren els teixits destruïts pel fred.

## Règim de les glaçades

### Efectes de les glaçades[calcitació]

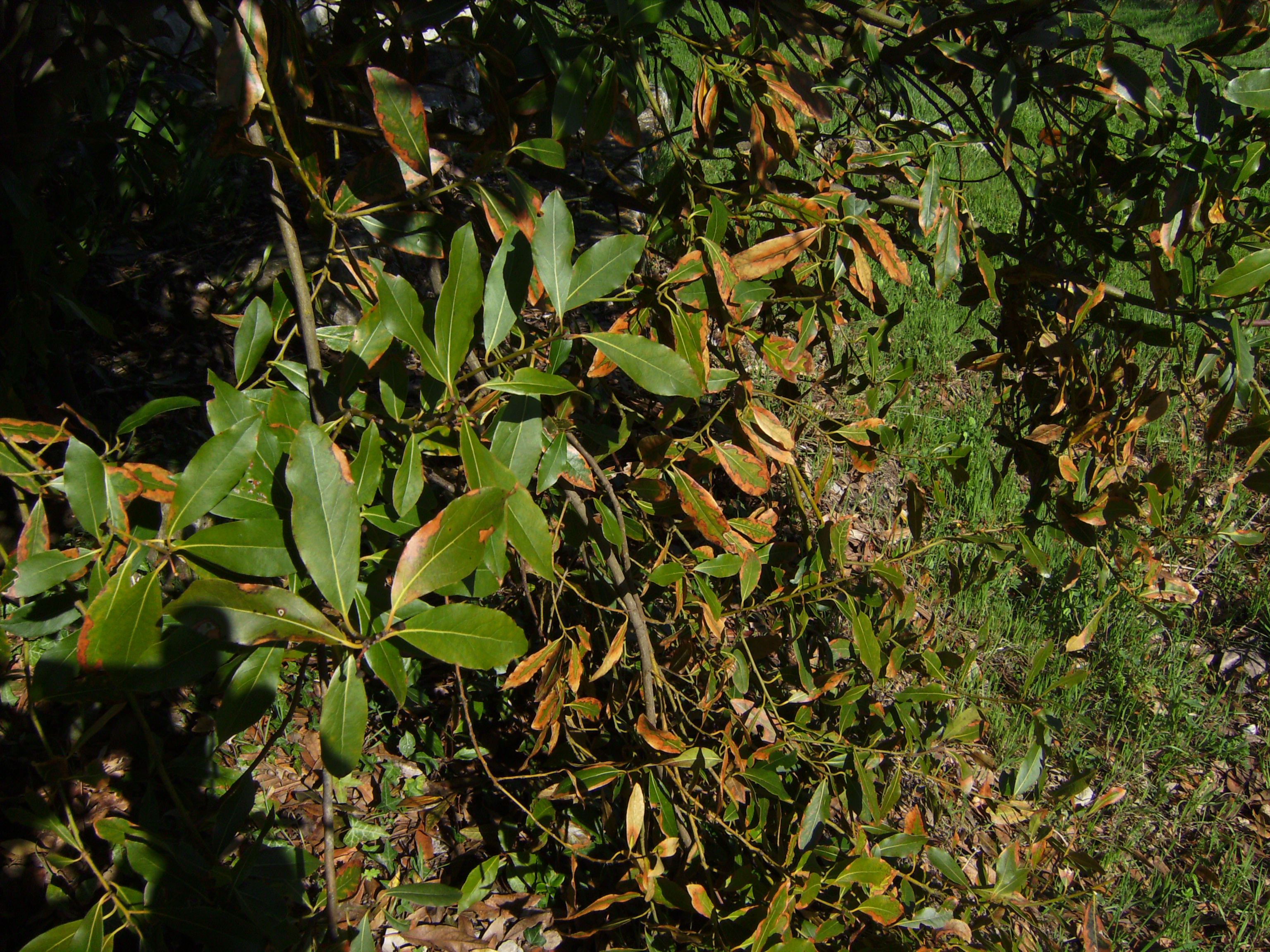
Efecte de la gelada de febrer de 2012, necrosis variables sobre les fulles de llorer

- Unes glaçades hivernals moderades permeten que els cereals arrelin bé i són necessàries en diversos conreus de clima temperat.
- Les gelades afecten la vegetació depenent de la resistència intrínseca al fred que tingui cada planta motivada en general pel grau de concentració dels líquids interns, i de diversos factors ambientals com són la durada del fenomen, el vent i la humitat ambiental.

- La gelada negra és aquell tipus de gelada amb la humitat ambiental molt baixa que provoca la necrosi dels teixits de les plantes afectades i agreuja la intensitat dels danys que serien menors amb una humitat més elevada.

- L'època de l'any en la qual hi ha la glaçada revesteix gran importància: en general són més perilloses les gelades tardanes (de primavera) que les primerenques (de tardor), ja que les primeres acostumen a afectar brots tendres i en floració i les segones amb la collita ja efectuada.

En el clima mediterrani és més habitual que es perllongui el període de les darreres glaçades (fins a principis de maig rarament a la Plana de Vic) que no pas que s'avancin les primeres glaçades.

### Mesures contra les glaçades[calcitació]

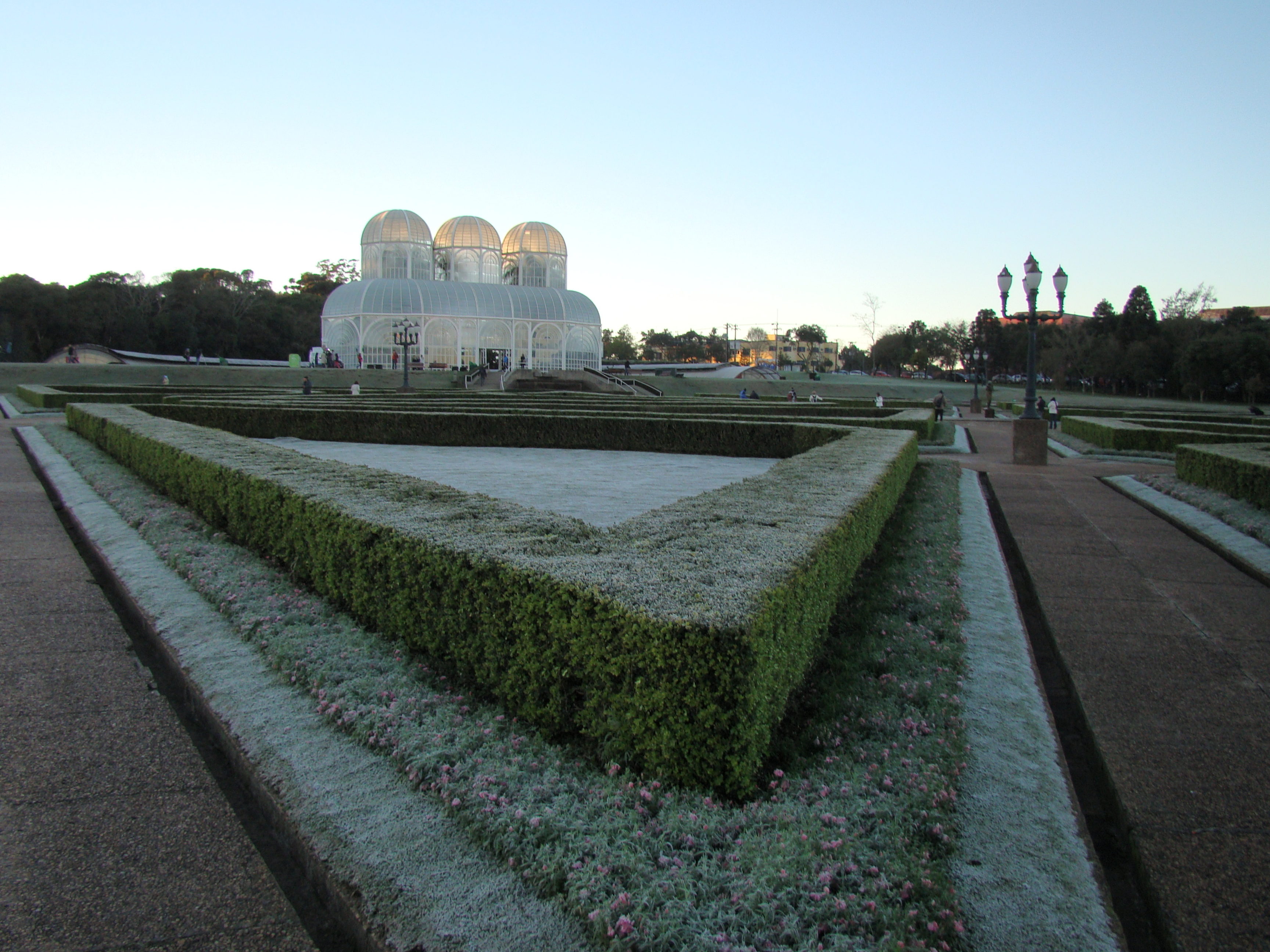
Curitiba (sud del Brasil) és el més fred de les capitals estatals del Brasil; l'hivernacle del Jardí Botànic de Curitiba protegeix les plantes més sensibles.

- La forma directa habitual en extensions relativament grans de combatre les glaçades és regant les plantes per aspersió i fent sobre elles una capa de gel protectora (eficaç amb glaçades de fins a -7 °C) que a més en glaçar-se aporta la calor latent. Hi ha el perill que el pes del gel trenqui les branques dels arbres.
- La instal·lació de torres elevades amb grans ventiladors també és habitual en zones fruiteres i barregen les capes d'aire per tal de trencar el procés d'irradiació. No serveixen en glaçades d'advecció. El mateix efecte de remoure el vent es pot aconseguir amb helicòpters tripulats o quadrocòpters no tripulats i teledirigits (aquests darrers encara en fase experimental)
- Altres mètodes utilitzats són l'ús de proteccions plàstiques (túnels, hivernacles, mulching, mantes tèrmiques) o calefactors de combustible fòssil.

Hi ha assegurances dels cultius que cobreixen el seu valor econòmic en cas de ser malmesos per les glaçades. A més a més, en anys de fortes glaçades, les administracions públiques compensen les pèrdues als productors amb cultius afectats per les glaçades.